# Erythrodiplax unimaculata
Erythrodiplax unimaculata – gatunek ważki z rodziny ważkowatych (Libellulidae). Występuje na terenie Ameryki Południowej.